# 2022年台灣民眾黨主席選舉
台灣民眾黨第二屆黨主席選舉，於2022年12月10日舉行，是台灣民眾黨舉辦的首次黨員直選黨主席。選舉方式採用直接、平等、無記名、單記、相對多數、同額競選投票制度。
本屆選舉共有一位候選人，依抽籤順序分別為：前任臺北市市長柯文哲。台灣民眾黨於12月10日晚間宣布開票結果，柯文哲當選第2屆黨主席，得票率100％，並於2023年1月1日宣誓就職。

## 選舉方式
依據台灣民眾黨黨黨章《黨主席選舉辦法》：
* 黨主席一人對外代表本黨，由黨員直接投票產生，任期為4年，連選得連任。黨主席第一屆任期至民國111年12月31日止。
- 黨主席請辭或因故無法執行職權時，由中央委員互推一人代理之。如所餘任期超過一年，應於出缺後六個月內完成補選，其任期至原黨主席之任期屆滿之日。
- 黨主席得任命中央黨部秘書長、副秘書長與相關黨務部門之主管人事。

## 作業時程
| 台灣民眾黨第2屆黨主席選舉作業時程 | 台灣民眾黨第2屆黨主席選舉作業時程          |
| 辦理日期                          | 作業項目                                   |
| --------------------------------- | ------------------------------------------ |
| 2022年11月27日至11月30日          | 參選人線上報名。                           |
| 2022年12月3日至12月4日            | 黨員線上連署。                             |
| 2022年12月5日                     | 黨主席候選人抽籤決定號次。                 |
| 2022年12月8日                     | 黨中央舉辦候選人電視政見發表會。           |
| 2022年12月10日                    | 進行黨員投票、開票。                       |
| 2022年12月14日                    | 黨中央公告第二屆黨主席暨黨員代表當選名單。 |

## 候選人
| 台灣民眾黨第2屆黨主席候選人 | 台灣民眾黨第2屆黨主席候選人                                                                | 台灣民眾黨第2屆黨主席候選人                                        |
| 備註                        | 簡歷                                                                                       | 狀態                                                               |
| --------------------------- | ------------------------------------------------------------------------------------------ | ------------------------------------------------------------------ |
| 柯文哲                      | 背景：外科醫師 簡歷： - 台灣民眾黨第1任黨主席（2019－） - 臺北市第6－7屆市長（2014－2022） | 選舉狀態：當選。 宣佈日期：2022年11月30日 登記日期：2022年11月30日 |

## 競選過程
台灣民眾黨內，共有一人表態有意參選黨主席：
- 時任臺北市市長柯文哲

## 主要政見

### 柯文哲
三個方向：
一、為了健全黨內內部組織，未來當選公職的黨員與落選但想再選一次的黨員，皆需參加「共識營」訓練，各縣市黨部、黨代表，與立院黨團，也將舉辦座談會，將問題列出來，逐一解決。
二、「加強社會連結」，如何利用民眾黨34席可以服務民眾的公職，來建立民眾黨的社會連結網。

三、民眾黨的新進黨工訓練、高級黨工訓練，與遴選及升遷制度都一定要建立，若要在下次選舉角逐不分區或區域立委，也都需要訓練，希望能夠過黨內的國家治理學院，重新建立民眾黨的人才培訓系統。

## 選舉結果
| 號次   | 候選人 | 候選人 | 得票數 | 得票率 | 狀態  |
| ------ | ------ | ------ | ------ | ------ | ----- |
| 1      |        | 柯文哲 | 3,780  | 100%   |       |
| 投票數 | 投票數 | 投票數 | 3,780  | 3,780  | 3,780 |
| 投票率 | 投票率 | 投票率 | 54.9%  | 54.9%  | 54.9% |

### 相關選舉
2024年台灣民眾黨總統提名選舉

## 資料來源

### 外部連結
- 台灣民眾黨官網 （页面存档备份，存于）